# FACSAT-2
FACSAT-2, más conocido como Chiribiquete, es el tercer satélite de fabricación colombiana enviado a órbita, y el segundo en nombre de la Fuerza Aérea Colombiana.

## Características
FACSAT-2 es un nanosatélite capaz de tomar imágenes con una resolución de 5 metros por píxel. La resolución de su cámara permitirá usarlo en aplicaciones como cartografía, topografía e inteligencia estratégica.

## Fabricación
El contrato para fabricar FACSAT-2 fue otorgado a GomSpace Un/S en 2020. Este consorcio diseñó el anterior satélite FACTAST-1 en 2014.

## Lanzamiento
FACSAT-2 fue lanzado el 15 de abril de 2023, en el cohete Falcon 9 de SpaceX en  Hawthorne, Estados Unidos.